# Helle (navn)
| Drenge- | Drenge-   | Pige- | Pige-    | Efter- | Efter-      |
| ------- | --------- | ----- | -------- | ------ | ----------- |
| 1       | Peter     | 1     | Anne     | 1      | Nielsen     |
| 2       | Michael   | 2     | Mette    | 2      | Jensen      |
| 3       | Lars      | 3     | Kirsten  | 3      | Hansen      |
| 4       | Jens      | 4     | Hanne    | 4      | Andersen    |
| 5       | Thomas    | 5     | Anna     | 5      | Pedersen    |
| 6       | Henrik    | 6     | Helle    | 6      | Christensen |
| 7       | Søren     | 7     | Maria    | 7      | Larsen      |
| 8       | Christian | 8     | Susanne  | 8      | Sørensen    |
| 9       | Martin    | 9     | Lene     | 9      | Rasmussen   |
| 10      | Jan       | 10    | Marianne | 10     | Jørgensen   |

 For alternative betydninger, se Helle. (Se også artikler, som begynder med Helle)
Helle er et pigenavn, der er blevet den mest populære variant af Helga. Dette stammer fra det olddanske "Hælgha", som betyder "hellig". En anden variant af navnet på dansk er Hella.
Navnet kan også anvendes som efternavn.

## Kendte personer med fornavnet Helle
- Helga Ancher, dansk maler.
- Helle Degn, dansk politiker.
- Helle Fagralid, dansk skuespiller.
- Helle Fastrup, dansk skuespiller.
- Helga Frier, dansk skuespiller.
- Helle Gotved, dansk gymnastikpædagog.
- Helle Helle, dansk forfatter.
- Helle Hertz, dansk skuespiller.
- Hella Joof, dansk skuespiller og instruktør.
- Helga Moos, dansk forfatter og politiker.
- Helga Pedersen, dansk jurist og minister.
- Helle Ryslinge, dansk skuespiller og instruktør.
- Helle Sjelle, dansk politiker.
- Helle Stangerup, dansk forfatter.
- Helle Merete Sørensen, dansk skuespiller.
- Helle Thorning-Schmidt, dansk politiker.
- Helle Virkner, dansk skuespiller.

## Navnet anvendt i fiktion
- Helga Hufflepuff er en af stifterne af Hogwarts fra Harry Potter-serien.
- Helga er navnet på hustruen til vikingehøvdingen, der er titelperson i tegneserien Hagar den skrækkelige.